# Емили Ванкамп
Емили Айрийн Ванкамп (на английски: Emily Irene VanCamp) (родена на 12 май 1986 г.) е канадска актриса, известна с главните си роли в сериалите „Евърууд“ (2002 – 2006), „Братя и сестри“ (2007 – 2010) и „Отмъщението“ (2011 – 2015), както и с ролята на Агент 13 / Шарън Картър в „Капитан Америка: Завръщането на първия отмъстител“.Дете: Ирис

## Личен живот
От 2011 г. Ванкамп се среща с актьора Джош Боуман.